# Una noia amb seny
Una noia amb seny (títol original: Nobody's Fool) és una comèdia dramàtica estatunidenca dirigida per Evelyn Purcell, estrenada el 1986 als Estats Units. Posa en escena Cassie, interpretada per Rosanna Arquette, una cambrera en un bar, que intenta moltes vegades suïcidar-se, després que el seu promès l'hagi deixat. No obstant això, Cassie troba un dia l'amor, quan ja no esperava res més de la vida.
Rodada a Prescott i a Sedona, Arizona, la pel·lícula no ha estat rebuda amb entusiasme. És una decepció al box-office, i la crítica ha criticat la pel·lícula en la seva estrena. Nobody's Fool és la segona pel·lícula com a directora de Purcell, però és igualment l'última. Va rodar llavors tres telefilms, que no van tenir un gran èxit.
Ha estat doblada al català.

## Argument
Cassie (Rosanna Arquette) té un treball que considera miserable en un bar. Està sola i depressiva. Un dia, quan li diu que està embarassada, el seu promès fuig. Després de diverses temptatives fallides de suïcidi, decideix fer adoptar el seu fill. Quan un grup de teatre de Los Angeles arriba a Buckeye, coneix Riley (Eric Roberts), un tècnic. Discretament, surten junts, i Cassie s'hi enamora. No obstant això, encara té sentiments per al seu antic promès

## Repartiment
- Rosanna Arquette: Cassie
- Eric Roberts: Riley
- Mare Winningham: Pat
- Jim Youngs: Billy
- Louise Fletcher: Pearl
- Gwen Welles: Shirley
- Stephen Tobolowsky: Kirk
- Charlie Barnett: Nick
- J.J. Hardy: Ralphy
- William Sties: Frank
- Belita Moreno: Jane
- Lewis Arquette: Mr. Fry
- Ronnie Claire Edwards: Bingo
- Ann Hearn: Linda
- Scott Rosensweig: Winston
- Cheli Ann Chew: Prissy Lee
- Sheila Paige: Mrs. Cain
- Alma Beltran: Jennieva
- Budge Threlkeld: Hank
- Lisa DeBennedetti: Tracy
- Wylie Small: Barb
- Natalie Golden: Miss Francis

## Al voltant de la pel·lícula
- Llocs de rodatge: Prescott i Sedona (Arizona)[3]
- Nobody's Fool fa referència al film The Kid dirigit per Charlie Chaplin el 1921. En efecte, és possible veure'n el cartell[4] en la casa de Cassie[5]

### Rebuda del públic
Malgrat una distribució a quatre països (Estats Units, Suècia, Finlàndia i Austràlia), repartida en 290 sales, la pel·lícula no ha aconseguit un gran èxit. Els ingressos bruts només pugen a 563358 dòlars dels quals la meitat van ser en la primera setmana de distribució D'altra banda va quedar classificada com a 182a pel·lícula de l'any 1986
 Nobody's Fool és la segona pel·lícula com a directora d'Evelyn Purcell, però continua sent no obstant això el seu primer llargmetratge. Havia rodat anteriorment Rush, un curtmetratge de 48 minuts. Aquest primer llargmetratge és també l'últim, ja que després, es dirigeix cap a la televisió. Roda un episodi de American Playhouse el 1989, després de dos telefilms: Woman Undone el 1996 que serà nominat al MystFest i Borderline el 2002.

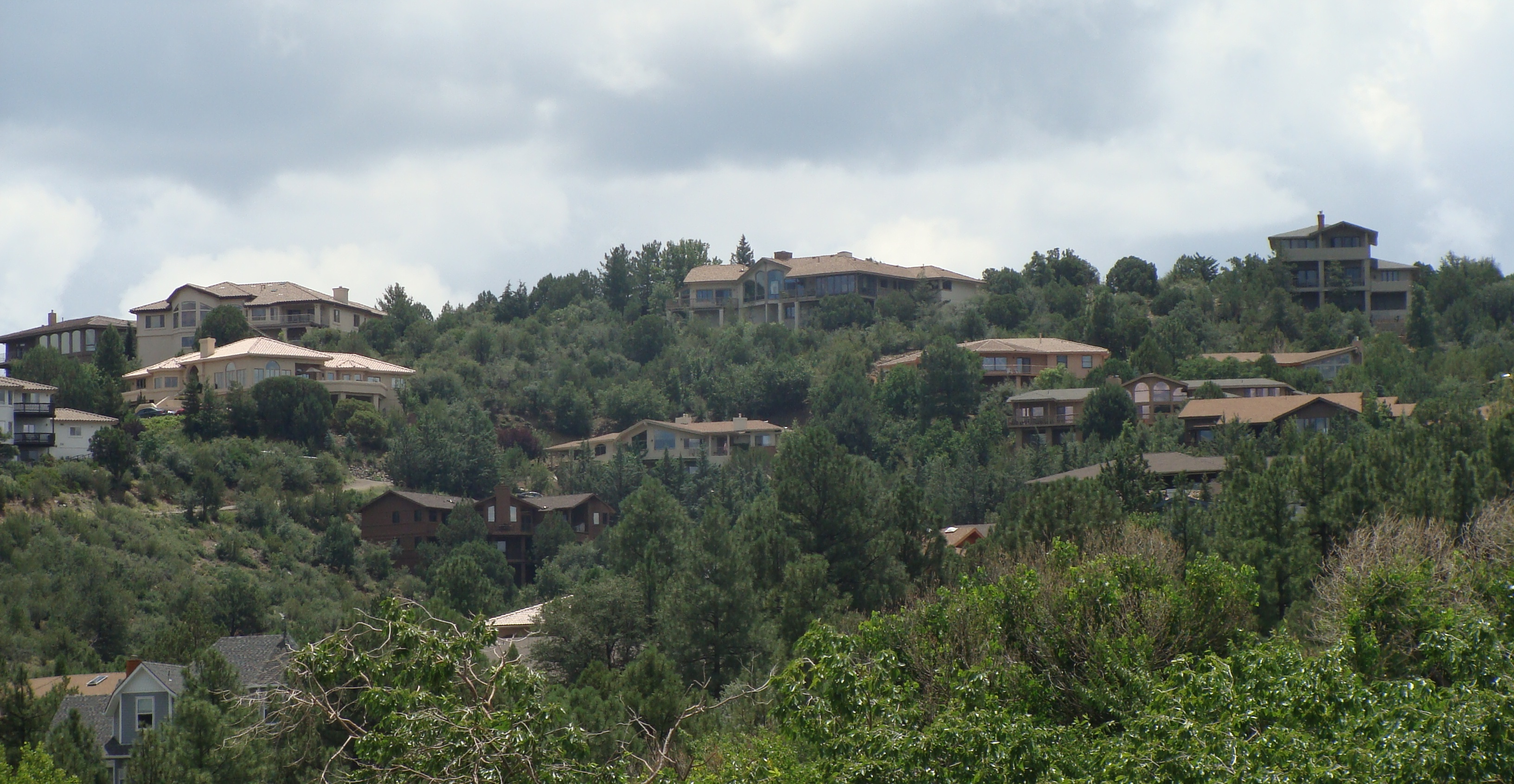
Prescott

### Rebuda de la crítica
En la seva estrena, els crítics han publicat la seva opinió sobre la pel·lícula, i és «una petita comèdia» la que reconeixen haver vist. Alguns ho troben «insuportablement pintoresc» i altres pensen que la pel·lícula no és « convincent ».
 Aquí la crítica de Paul Attanasio publicada en el The Washington Post:
| « | La pel·lícula, en altres paraules, és insuportablement pintoresca, i res més. Henley i la realitzadora, Evelyn Purcell, fan de tot per fer riure [...], perquè la desesperació de Cassie no ens posi mai tristos. I, Arquette […] no fa més que subratllar el problema principal de la pel·lícula. És insuportablement pintoresca, igualment, com la composició de James Newton Howard que es defineix com a màgica. | » |

 D'altra banda la crítica de Roger Ebert publicada en el Chicago Sun-Times:
| « | No sentim prou el dolor de Cassie en les seves escenes. Sembla molt estranya. […] tinc la impressió que a diversos nivells, la pel·lícula intenta contar-nos la història de dues persones perdudes que estan donant-se una segona oportunitat quan el problema sembla diferent: ell sembla distant […] i ella, sense defensa. Un altre problema és la mala estructura dels flashbacks del guió d'Henley. […] No obstant això, Nobody's Fool té diversos petits elements més meritoris. Un d'ells és el germà gras i odiós de Cassie. | » |

I, finalment, heus aquí la crítica que va publicar el New York Times:
| « | Nobody's Fool, escrit per Beth Henley, és una petita comèdia sobre l'alliberament sentimental d'una jove, sola i bonica, anomenada Cassie. […] Els detalls hi són com una decoració buida de sentit. | » |

### James Newton Howard
James Newton Howard estava, el 1986, casat amb Rosanna Arquette. Es troben a dues pel·lícules: Nobody's Fool i Vuit milions de maneres de morir. No obstant això es van divorciar l'any següent, el 1987, i no van col·laborar més en un mateix film